# Bank of New York Building
Bank of New York Building este o clădire ce se află în New York City.